# Stenalyckan
Stenalyckan är ett handelsområde i Halmstad. Området har 25 butiker samt två hamburgerrestauranger, Max och McDonald's. Där finns även en Mekonomen bilverkstad och sedan 2020 en paddelhall. Området ligger bredvid köpcentrumet Eurostop och motorvägen E6.